# Vittorio Italico Zupelli

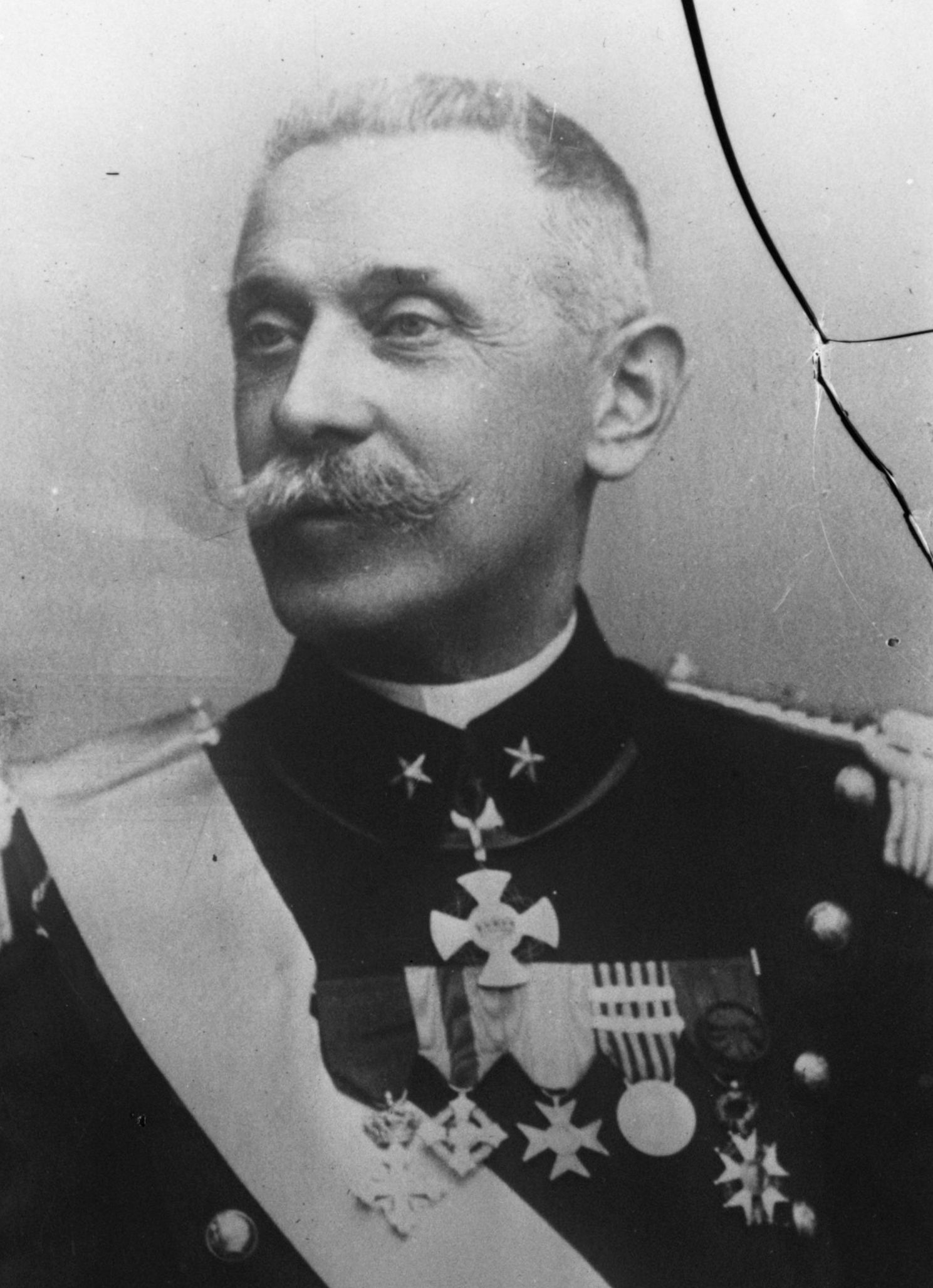
Generalleutnant Vittorio Italico Zupelli (1915)

Vittorio Elio Italico Zupelli (* 6. März 1859 in Capodistria, Istrien; † 22. Januar 1945 in Rom) war ein Offizier des Königlichen Heeres und Politiker im Königreich Italien, der unter anderem von 1914 bis zu seinem Tode 1945 Mitglied des Senats sowie zwischen 1914 und 1916 und erneut von 1918 bis 1919 Kriegsminister war.

## Leben
Vittorio Italico Zupelli war der Sohn von Giuseppe Zupelli und Maria Canciani. Seine Eltern gehörten der italienischen Sprachgruppe im österreichischen Kronland Küstenland an. Als sein Vater, Italienischlehrer am örtlichen k.k. Gymnasium, 1871 starb, zog die Familie nach Udine. Nach seinem 18. Geburtstag spielte er mit dem Gedanken sich an der Universität Padua einzuschreiben. Noch bevor es dazu kam, hatte er seine Meinung geändert und sich für eine Karriere bei der italienischen Armee entschieden. Um eine Offiziersausbildung einschlagen zu können, musste er allerdings vorher um die italienische Staatsbürgerschaft anfragen. Anschließend bewarb er sich erfolgreich bei der königlichen Militärakademie in Turin, in die er im Herbst 1877 aufgenommen wurde und die er am 1. Oktober 1878 abschloss.

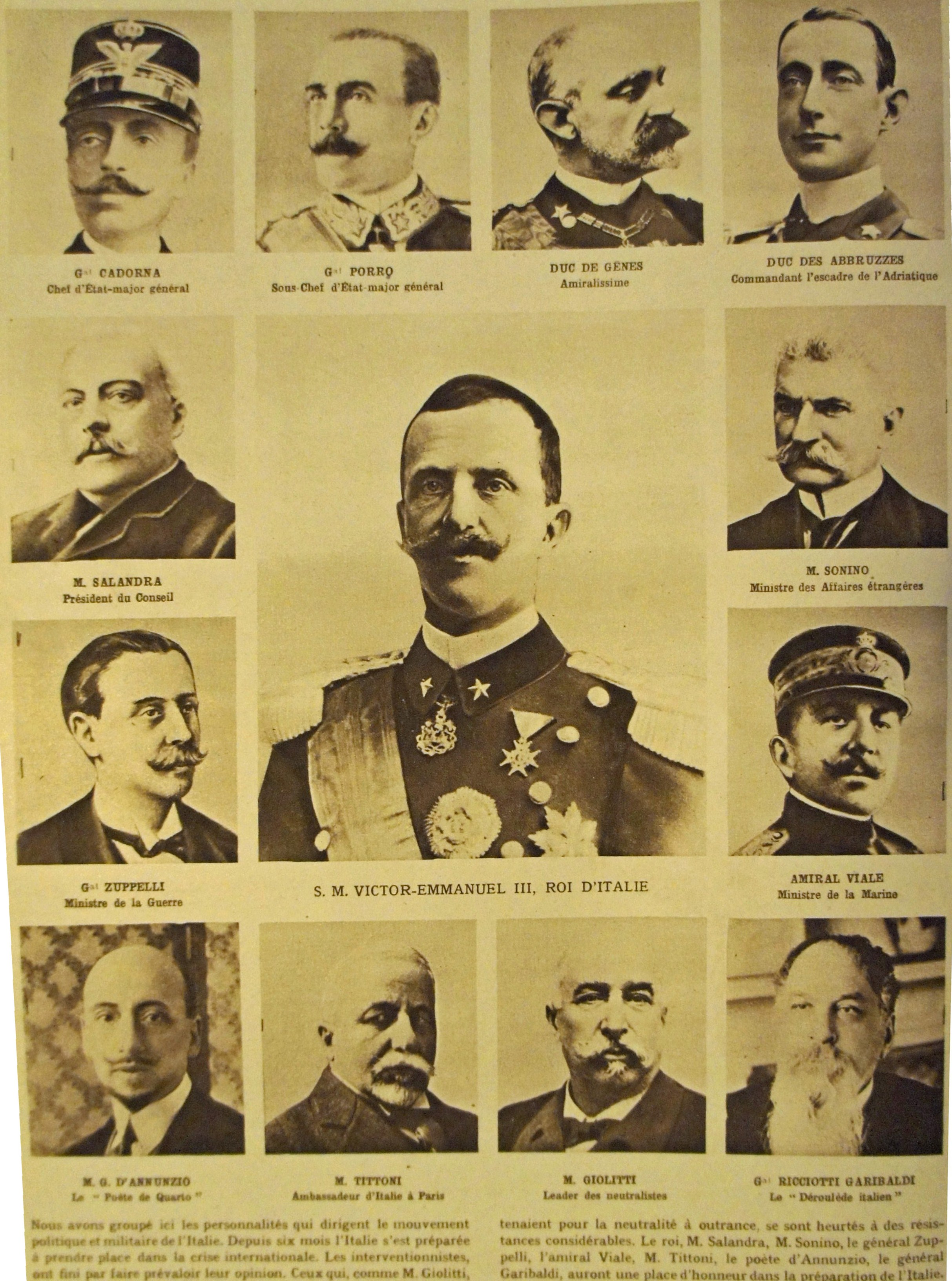
Kabinett Salandra II (Mai 1915)

In den folgenden Jahren fand er verschiedene Verwendungen im Königlichen Heer als Offizier in der Artillerie sowie Infanterie und war 1888 Absolvent der Kriegsschule (Scuola di guerra dell’esercito). Er erhielt für seine Verdienste am 26. Dezember 1897 das Ritterkreuz des Ordens der Krone von Italien und wurde am 19. Dezember 1901 zum Oberstleutnant befördert. Wegen seiner guten Deutschkenntnisse fand er Verwendungen im Generalstabsdienst (Corpo di Stato maggiore) und wurde der Abteilung östlicher Kriegsschauplatz zugewiesen, die sich mit der Analyse der österreichisch-ungarischen und russischen Streitkräfte befasste. Am 3. Februar 1907 erhielt er seine Beförderung zum Oberst sowie am 30. Mai 1907 das Ritterkreuz des Ordens der Heiligen Mauritius und Lazarus. Nachdem ihm am 26. Dezember 1909 das Offizierskreuz des Ordens der Krone von Italien verliehen bekam, wurde er am 2. Juni 1910 Kommandeur des Ordens der Krone von Italien. Nach Ausbruch des Italienisch-Türkischen Krieges am 29. September 1911 wurde er im darauffolgenden Monat nach Libyen geschickt. Ende Oktober konnte er sich bei der Einnahme der Hafenstadt Derna auszeichnen, nachdem er in einem handstreichartigen Unternehmen die osmanischen Truppen von der Trinkwasserversorgung der von den Italienern belagerten Stadt abschnitt. Im November 1911 wurde er zum Chef des Generalstabs des X. Korps unter General Pietro Frugoni ernannt. In seiner neuen Aufgabe unterlag ihm die logistische Versorgung des Korps, die er mit Bravour löste. Noch vor Ende des Krieges im Oktober 1912 wurde er nach Rom zurückberufen. Für seine Verdienste in Nordafrika erhielt er eine Kriegserinnerungsmedaille. Nach seiner Rückkehr reiste Zupelli in geheimer Mission nach Berlin. Ihm wurde auferlegt zu sondieren, in welcher Weise Italien bei einem Kriegsfall dem Dreibund militärisch beizustehen habe. Nach seiner Beförderung am 22. Dezember 1912 zum Generalmajor unterstand er dem Duca d’Aosta Emanuel Philibert von Savoyen-Aosta als Chef des Generalstabs beim designierten Armeekommando der 4. Armee. Für seine weiteren Verdienste erhielt am 16. März 1913 auch das Ritterkreuz des Militärordens von Savoyen sowie am 29. Mai 1913 das Offizierskreuz des Ordens der Heiligen Mauritius und Lazarus. Im Sommer 1914 wurde er vom neuen Generalstabschef Luigi Cadorna als sein Stellvertreter vorgeschlagen.
Am 11. Oktober 1914 wurde Generalmajor Zupelli zum Nachfolger von Domenico Grandi als Kriegsminister in das Kabinett Salandra I berufen und bekleidete dieses Ministeramt vom 5. November 1914 bis zum 4. April 1916 auch im Kabinett Salandra II, woraufhin Paolo Morrone ihn ablöste. Am 15. November 1914 wurde er zudem zum Senator des Königreichs ernannt und gehörte dem Senat vom 14. Dezember 1914 bis zu seinem Tode am 22. Januar 1945 an. Als Kriegsminister unter Antonio Salandra arbeitete er weiter eng mit Cadorna zusammen. Der Zusammenarbeit entsprang noch im Oktober 1914 das sogenannte Programm Cadorna-Zupelli, mit dem die in Libyen und im Fürstentum Albanien stationierten italienischen Truppen im Hinblick auf einen italienischen Kriegseintritt in den Ersten Weltkrieg aufgerüstet werden sollten. Zudem sah der Plan eine allgemeine Aufrüstung der italienischen Streitkräfte vor, die auf einen Stand von 1.400.000 Mann gebracht und durch zusätzliche Artillerieverbände verstärkt werden sollten. Der Plan konnte im Großen und Ganzen durch eine großzügige Aufstockung des Militärhaushalts bis zum italienischen Kriegseintritt im Mai 1915 umgesetzt werden, auch wenn erhebliche Mängel und Rückstande blieben.
Einen von Salandra geforderten baldigen Kriegseintritt noch im Dezember 1914 oder spätestens im Januar 1915 wiesen der Kriegsminister und der Generalstabschef zurück. Beide teilten die Meinung, dass die italienischen Streitkräfte nicht vor dem Frühjahr 1915 für einen Eintritt bereit seien. Auch dem Drängen des Außenministers Sidney Sonnino im Februar 1915 auf eine alsbaldige Generalmobilmachung gab Zupelli nicht nach und erwiderte, dass eine solche nicht vor April angeordnet werden könne. Als Cadorna nach den ersten verlustreichen Isonzoschlachten im Herbst 1915 die Einberufung des Jahrgangs 1896 forderte, kam es zum Zerwürfnis mit Zupelli. Letzterer wollte wegen der angespannten Haushaltslage den Jahrgang nicht vor Dezember 1916 einberufen. Zupelli reichte daraufhin seinen Rücktritt ein, zog ihn aber wenig später wieder zurück, nachdem sich die Wogen etwas geglättet hatten. Auch wenn er dem Anliegen Cadornas schließlich nachgab und er die Einberufung des Jahrgangs 1896 für November 1915 anordnete, beschwerte er sich bei einer Ministerratssitzung im September 1915 über das „despotische“ Verhalten des Generalstabschefs. Nach Melograni war der Ministerrat mit den Problemen der Kriegsführung nicht vertraut, so dass die Minister unvorbereitet und mit Unbehagen sich den Forderungen Cadornas stellten.
Für seine Verdienste als Kriegsminister in den ersten beiden Jahren des Ersten Weltkrieges wurde er am 30. Januar 1915 Großoffizier des Ordens der Heiligen Mauritius und Lazarus und erhielt bei seinem Ausscheiden aus Ministeramt am 4. April 1916 das Großkreuz des Ordens der Krone von Italien. Er wurde 1916 ferner zum Generalleutnant befördert und mit dem Goldkreuz für langjährige Dienste (Croce d’oro per anzianità di servizio) geehrt. Im letzten Kriegsjahr wurde er als Nachfolger von Vittorio Luigi Alfieri am 21. März 1918 im Kabinett Orlando erneut Kriegsminister und bekleidete dieses Amt bis zum 17. Januar 1919, woraufhin Enrico Caviglia seine Nachfolge antrat. Er fungierte zudem in diesem Kabinett zwischen dem 15. Mai und dem 15. September 1918 als kommissarischer Minister für Waffen und Munition sowie ferner vom 1. bis 17. Januar 1919 als kommissarischer Minister für Militärhilfe und Kriegsversorgung. Für seine Verdienste in dieser Zeit wurde ihm am 2. Januar 1919 auch das Großkreuz des Ordens der Heiligen Mauritius und Lazarus sowie später die Erinnerungsmedaille an den italienisch-österreichischen Krieg, die Interalliierte Siegesmedaille und die Gedenkmedaille zur Einheit Italiens verliehen.
Nach seinem Ausscheiden aus der Regierung widmete sich Vittorio Zupelli überwiegend seiner Tätigkeit als Senator und war zwischen dem 25. März 1920 und dem 7. April 1921 sowie erneut vom 15. Juni 1921 bis zum 10. Dezember 1923 Mitglied der Finanzkommission. Er war vom 31. Mai 1924 bis zum 21. Januar 1929 sowie abermals zwischen dem 30. April 1929 und dem 19. Januar 1934 Vizepräsident des Senats sowie zugleich vom 7. April 1927 bis zum 10. Januar 1934 Kommissar der zum Schatzministerium gehörenden staatlichen Bank für Einlagen und Kredite. Am 17. April 1939 wurde er wiederum Mitglied der Finanzkommission und gehörte dieser bis zum 5. August 1943 an, wobei am 17. Mai 1940 die letzte offizielle Sitzung des Senats stattfand. Er war mit Emma Grazioli verheiratet.